# Klinger
Klinger er et efternavn. I 2014 er der registreret under 10 personer med efternavnet Klinger i Danmark.

## Kendte med dette efternavn
- Max Klinger
- Tim Klinger

## Reference
1. ↑  Hvor mange hedder... – Danmarks Statistik

| Slægtsnavne | Spire Denne artikel om et slægtsnavn er en spire som bør udbygges. Du er velkommen til at hjælpe Wikipedia ved at udvide den. |